# Jugoslavija na Svetovnem prvenstvu v hokeju na ledu 1991
Jugoslavija je na Svetovnem prvenstvu v hokeju na ledu 1991 B, ki je potekalo med 28. marcem in 7. aprilom 1991 v Sloveniji, na Bledu v Ljubljani in na Jesenicah, z dvema zmagama in petimi porazi zasedla šesto mesto. To je bil zadnji nastop jugoslovanske hokejske reprezentance na kakšnem velikem tekmovanju.

## Postava
- Selektor: Anatolij Kostrjukov
- Vratarji: Domine Lomovšek, Cveto Pretnar, Luka Simčič
- Branilci: Boris Pajič, Bojan Zajc, Andrej Brodnik, Murajica Pajič, Bojan Magazin, Marjan Kozar, Ransome Drčar
- Napadalci: Igor Beribak, Tomaž Vnuk, Dejan Kontrec, Nik Zupančič, Toni Tišlar, Marjan Gorenc, Matjaž Kopitar, Andrej Razinger, Marko Smolej, Mustafa Bešić, Zvone Šuvak, Drago Mlinarec, Dubravko Orlić, Zoran Kožić

## Tekme
| 28. marec 1991 | Jugoslavija | 1–5 | Norveška | Hala Tivoli, Ljubljana |

| Poročilo tekme | Poročilo tekme | Poročilo tekme | Poročilo tekme | Poročilo tekme |
| -------------- | -------------- | -------------- | -------------- | -------------- |
|                | Brodnik 60     | (0:2,0:0,1:3)  |                | Gledalci: 3000 |

| 29. marec 1991 | Jugoslavija | 2–4 | Francija | Dvorana Podmežakla, Jesenice |

| Poročilo tekme | Poročilo tekme    | Poročilo tekme | Poročilo tekme | Poročilo tekme |
| -------------- | ----------------- | -------------- | -------------- | -------------- |
|                | Šuvak ?? Šuvak 56 | (0:3,1:0,1:1)  |                | Gledalci: 2000 |

| 31. marec 1991 | Jugoslavija | 1–6 | Avstrija | Hala Tivoli, Ljubljana |

| Poročilo tekme | Poročilo tekme | Poročilo tekme | Poročilo tekme | Poročilo tekme |
| -------------- | -------------- | -------------- | -------------- | -------------- |
|                | Zupančič ??    | (0:4,0:2,1:0)  |                |                |

| 1. april 1991 | Jugoslavija | 3–13 | Italija | Hala Tivoli, Ljubljana |

| Poročilo tekme | Poročilo tekme | Poročilo tekme | Poročilo tekme | Poročilo tekme |
| -------------- | -------------- | -------------- | -------------- | -------------- |
|                |                | (1:4,2:6,0:3)  |                |                |

| 3. april 1991 | Jugoslavija | 3–6 | Poljska | Hala Tivoli, Ljubljana |

| Poročilo tekme | Poročilo tekme                  | Poročilo tekme | Poročilo tekme | Poročilo tekme |
| -------------- | ------------------------------- | -------------- | -------------- | -------------- |
|                | Šuvak ?? Brodnik ?? Zupančič ?? | (0:3,2:2,1:1)  |                | Gledalci: 5000 |

| 5. april 1991 | Jugoslavija | 5–1 | Japonska | Hala Tivoli, Ljubljana |

| Poročilo tekme | Poročilo tekme                                        | Poročilo tekme | Poročilo tekme | Poročilo tekme |
| -------------- | ----------------------------------------------------- | -------------- | -------------- | -------------- |
|                | Šuvak ?? Gorenc ?? Kontrec ?? Zupančič ?? Razinger ?? | (2:0,1:1,2:0)  |                | Gledalci: 5000 |

| 7. april 1991 | Jugoslavija | 3–1 | Nizozemska | Hala Tivoli, Ljubljana |

| Poročilo tekme | Poročilo tekme               | Poročilo tekme | Poročilo tekme | Poročilo tekme |
| -------------- | ---------------------------- | -------------- | -------------- | -------------- |
|                | Šuvak ?? Zupančič ?? Vnuk ?? | (2:0,0:1,1:0)  |                | Gledalci: 6000 |